# 板柳町立板柳南小学校
板柳町立板柳南小学校（いたやなぎちょうりつ いたやなぎみなみしょうがっこう）は、青森県北津軽郡板柳町大字辻にある公立小学校。

## 概要
- 板柳町辻地区に置かれ、町南西部を学区としている。主な進学先は、板柳中学校。
- 本校は、板柳小学校と畑岡小学校の老朽化と狭小化により、統合された。
- 2024年8月18日に実施された「板柳町内4小学校の統合を巡る住民投票」で、「南小学校（本校）を統合校とし、長命化改修を行う。」案が、「板柳中学校校舎の隣接地に新校舎建設」案を僅かに上回る結果となった[1]。

## 沿革
- 1982年（昭和57年）9月 - 校舎起工。
- 1983年（昭和58年）12月 - 校舎完成。
- 1984年（昭和59年）
  - 4月3日 - 落成式挙行。
  - 4月5日 - 開校式挙行。
  - 4月7日 - 最初の入学式挙行。
- 2026年（令和8年）3月末 - 町内4小学校統合による校舎長命化改修工事により、閉校[2]。

## 学区
- 川端町・仲町・表町・博労町・大町・田中錦町・東雲町・実町・文京町・飯田・横沢・太長・深味の各地区。

## アクセス
- JR東日本五能線板柳駅から、徒歩約1.1km・約17分。
- 弘南バス五所川原 - 弘前線「ふるさとセンター前」バス停より、
  - 弘前バスターミナル行のりばから、徒歩約1.46km・約22分。
  - 五所川原駅行のりばから、徒歩約1.46km・約22分。
- 学校周辺には、路線バスなどの公共交通機関は通っていない。

## 周辺
- 社会福祉法人つがる三和会ケアハウスいたや荘（軽費老人ホーム） - 板柳町道をはさんで、敷地が隣接。
- 板柳中継ポンプ場 - 国道339号線沿いにあり、かつ校門前に位置する。
- 国道339号線
- JR五能線 - 線路は近くを通るが、板柳駅は離れている。
- 青森県立板柳高等学校（2023年3月31日閉校）
- 青森県警弘前警察署板柳交番（2024年2月5日、旧板柳高校正門の隣へ新築移転[3]。）
- 社会福祉法人鶴住会畑岡保育所 - 進学前保育所のひとつ

## 参考資料
- 『広報いたやなぎ』（板柳町広報誌・昭和57年10月号4～5ページ・昭和59年1月号巻頭ページ・昭和59年4月号10ページ）